# Liste der Ortschaften im Bezirk Weiz
Die Liste der Ortschaften im Bezirk Weiz enthält die Gemeinden und ihre zugehörigen Ortschaften im steirischen Bezirk Weiz. Stand Ortschaften: 1. März 2020
Kursive Gemeindenamen sind keine Ortschaften, in Klammern der Status Markt bzw. Stadt. Die Angaben erfolgen im offiziellen Gemeinde- bzw. Ortschaftsnamen, wie von der Statistik Austria geführt.
- Albersdorf-Prebuch
  - Albersdorf
  - Kalch
  - Postelgraben
  - Prebuch
  - Wollsdorferegg

- Anger (Markt)
  - Baierdorf-Dorf
  - Baierdorf-Umgebung
  - Fresen
  - Naintsch
  - Oberfeistritz
  - Offenegg
  - Viertelfeistritz

- Birkfeld (Markt)
  - Aschau
  - Gschaid bei Birkfeld
  - Haslau bei Birkfeld
  - Piregg
  - Rabendorf
  - Rossegg
  - Sallegg
  - Waisenegg

- Fischbach
  - Falkenstein
  - Völlegg

- Fladnitz an der Teichalm
  - Fladnitzberg
  - Fladnitz-Tober
  - Nechnitz
  - Schrems
  - Teichalm
  - Tulwitzdorf
  - Tulwitzviertl
  - Tyrnau

- Floing
  - Lebing
  - Unterfeistritz

- Gasen
  - Amassegg
  - Mitterbach
  - Sonnleitberg

- Gersdorf an der Feistritz
  - Gschmaier
  - Hartensdorf
  - Oberrettenbach
  - Rothgmos

- Gleisdorf (Stadt)
  - Arnwiesen
  - Gamling
  - Hart
  - Kaltenbrunn
  - Labuch
  - Laßnitzthal
  - Nitscha
  - Ungerdorf
  - Urscha

- Gutenberg-Stenzengreith
  - Garrach
  - Kleinsemmering
  - Stenzengreith
  - Stockheim

- Hofstätten an der Raab
  - Pirching an der Raab
  - Wetzawinkel
  - Wünschendorf

- Ilztal
  - Großpesendorf
  - Neudorf
  - Nitschaberg
  - Prebensdorf
  - Preßguts
  - Schirnitz
  - Wolfgruben bei Gleisdorf

- Ludersdorf-Wilfersdorf
  - Flöcking
  - Ludersdorf
  - Pircha
  - Wilfersdorf

- Markt Hartmannsdorf (Markt)
  - Bärnbach
  - Oed
  - Pöllau bei Gleisdorf
  - Reith bei Hartmannsdorf

- Miesenbach bei Birkfeld
  - Berg-und Hinterleitenviertel
  - Dorfviertel

- Mitterdorf an der Raab
  - Dörfl an der Raab
  - Hohenkogl
  - Oberdorf
  - Obergreith
  - Pichl an der Raab
  - Untergreith

- Mortantsch
  - Göttelsberg
  - Hafning
  - Haselbach bei Weiz
  - Leska
  - Steinberg bei Weiz

- Naas
  - Affental
  - Birchbaum
  - Dürntal
  - Gschaid bei Weiz

- Passail (Markt)
  - Amstein
  - Arzberg
  - Auen
  - Hart
  - Haufenreith
  - Hintertober
  - Hohenau an der Raab
  - Krammersdorf
  - Oberneudorf
  - Plenzengreith
  - Tober
  - Unterneudorf

- Pischelsdorf am Kulm (Markt)
  - Hart
  - Kleinpesendorf
  - Kulming
  - Pischelsdorf in der Steiermark
  - Reichendorf
  - Rohrbach am Kulm
  - Romatschachen
  - Schachen am Römerbach

- Puch bei Weiz
  - Elz
  - Harl
  - Höfling
  - Klettendorf
  - Perndorf

- Ratten
  - Grubbauer
  - Kirchenviertel

- Rettenegg
  - Feistritzwald
  - Inneres Kaltenegg

- St. Kathrein am Hauenstein
  - Landau

- Sankt Kathrein am Offenegg

- Sankt Margarethen an der Raab
  - Entschendorf
  - Goggitsch
  - Kroisbach
  - Sulz
  - Takern I
  - Takern II
  - Zöbing

- Sankt Ruprecht an der Raab (Markt)
  - Arndorf bei Sankt Ruprecht an der Raab
  - Dietmannsdorf
  - Etzersdorf
  - Fünfing bei Sankt Ruprecht an der Raab
  - Grub bei Sankt Ruprecht an der Raab
  - Kühwiesen
  - Lohngraben
  - Neudorf bei Sankt Ruprecht an der Raab
  - Rollsdorf
  - Unterfladnitz
  - Wolfgruben b.Sankt Ruprecht a.d.Raab
  - Wollsdorf

- Sinabelkirchen (Markt)
  - Egelsdorf
  - Frösau
  - Fünfing bei Gleisdorf
  - Gnies
  - Nagl
  - Obergroßau
  - Untergroßau
  - Unterrettenbach

- Strallegg
  - Außeregg
  - Feistritz
  - Pacher

- Thannhausen
  - Alterilz
  - Grub
  - Landscha bei Weiz
  - Oberdorf bei Thannhausen
  - Oberfladnitz
  - Peesen
  - Ponigl
  - Raas
  - Trennstein

- Weiz (Stadt)
  - Büchl
  - Farcha
  - Krottendorf
  - Nöstl
  - Preding
  - Regerstätten